# Ex on the Beach (Reino Unido, temporada 3)
La tercera temporada de Ex on the Beach, un programa de televisión británico, empezó a transmitirse el 11 de agosto de 2015 en MTV Reino Unido e Irlanda, y concluyó el 13 de octubre de ese año después de diez episodios. Incluye a reconocidos participnates de otros programas, de The Only Way Is Essex, Kirk Norcross, Vicky Pattison de Geordie Shore y de la primera temporada, así como Rogan O'Connor quien fue miembro original del reparto de la segunda temporada. Jordan Davies de Magaluf Weekender, y Cami-Li , quien apareció en la decimoquinta temporada de Celebrity Big Brother Reino Unido.  Esta fue la primera temporada en la que la "Tableta del terror" dio a los miembros del reparto la decisión de desalojarse unos a otros en giros malvados. Además de esto, fue la primera vez que se incluyó a un ex del mismo sexo.
Jordan Davies y Megan McKenna regresaron más tarde durante la cuarta temporada. Jordan también regresó para la quinta temporada "All Star", esta vez como reparto principal junto con Bear y Jemma, y Holly regresó como ex otra vez. 

## Reparto
La lista oficial de miembros del reparto fue publicada el 14 de julio de 2015, incluye a cuatro hombres; Graham Griffiths, Jayden Robins, Kirk Norcross, Stephen Bear, así como cuatro mujeres; Amy Cooke, Laura Summers, Megan McKenna y Megan Rees.
Todos los miembros del reparto original llegaron a la playa durante el primer episodio, donde instantáneamente se les dijo que pronto se les unirían sus ex. La exnovia de Laura, Jemma Lucy, llegó a la villa durante el primer episodio. Esta es la primera vez que un ex del mismo sexo aparece en el programa. También llegó al primer episodio Jordan Davies, el exnovio de Amy que quería causar algunos problemas. Marty McKenna llegó durante el próximo episodio como el ex de Jemma, luego su exnovia, Sarah Goodhart apareció durante el tercer episodio desesperada por recuperar su afecto. Después de mucha anticipación, Cami-Li llegó a la playa durante el cuarto episodio como la ex de Kirk. El quinto episodio presentó el nuevo giro de la "Tablet del Terror", que le permitió a Jordan enviar a alguien a casa entre Jayden y Megan McKenna, eligiendo a Jayden. Además de esto, la exnovia de Jordan, Ali Drew, hizo su primera aparición en la playa, y la ex de Griff, Holly Rickwood, llegó buscando su atención. Vicky Pattison llegó durante el sexto episodio como la exnovia de Kirk, pero debido a sus continuas discusiones en la casa, decidió voluntariamente dejar la villa. El exnovio de Megan Rees, Stephen Cochrane, hizo su debut durante el séptimo episodio sin estar seguro de sus intenciones, y Marty se vio obligado a abandonar la villa debido a una enfermedad. La villa quedó en estado de shock durante el octavo episodio cuando la "Tablet del Terror" ordenó a Ali que enviara a uno de los ex a casa; ella eligió a Vicky. Después de esto, Cami-Li decidió dejar la playa después de haber completado su misión de convertir la vida de Kirk en una miseria. Rogan O'Connor también apareció en la playa como el ex de Jemma. El noveno episodio contó con la llegada de la exnovia de Bear y la ex mejor amiga de Megan McKenna, Connie Wiltshire, quien tenía la intención de agitar las cosas en la villa.
- Negrita indica que el miembro del reparto original; el resto del reparto es presentado como un ex.

| Episodios | Nombre             | Edad | Procedencia         | Exes                                                            |  |
| --------- | ------------------ | ---- | ------------------- | --------------------------------------------------------------- |  |
| 10        | Amy Cooke          | 21   | Cardiff             | Jordan Davies                                                   |  |
| 10        | Graham Griffiths   | 26   | Wiltshire           | Holly Rickwood                                                  |  |
| 5         | Jayden Robins      | 30   | London              | N/A                                                             |  |
| 10        | Laura Summers      | 30   | Mánchester          | Jemma Lucy                                                      |  |
| 6         | Kirk Norcross(en)  | 26   | Essex               | Cami-Li, Jemma Lucy, Vicky Pattison                             |  |
| 10        | Megan McKenna      | 22   | Essex               | N/A                                                             |  |
| 10        | Megan Rees         | 20   | Carmarthen          | Stephen Cochrane                                                |  |
| 10        | Stephen Bear(en)   | 25   | East London         | Connie Wiltshire                                                |  |
|           |                    |      |                     |                                                                 |  |
| 10        | Jemma Lucy(en)     | 27   | Mánchester          | Kirk Norcross, Laura Alicia Summers, Marty Mack, Rogan O'Connor |  |
| 10        | Jordan Davies(en)  | 22   | Cardiff             | Ali Drew, Amy Paige Cookie                                      |  |
| 6         | Marty Mackenna(en) | 20   | Newcastle           | Jemma Lucy, Sarah Goodhart                                      |  |
| 8         | Sarah Goodhart     | 21   | Newcastle           | Marty Mack                                                      |  |
| 5         | Cami-Li(en)        | 28   | Miami               | Kirk Norcross                                                   |  |
| 6         | Ali Drew           | 25   | Cardiff             | Jordan Davies                                                   |  |
| 6         | Holly Rickwood     | 23   | Portsmouth          | Graham Griffiths                                                |  |
| 3         | Vicky Pattison(en) | 26   | Newcastle           | Kirk Norcross                                                   |  |
| 4         | Stephen Cochrane   | 25   | Cornwall            | Megan Rees                                                      |  |
| 3         | Rogan O'Connor     | 25   | Stratford-upon-Avon | Jemma Lucy                                                      |  |
| 2         | Connie Wiltshire   | 20   | Essex               | Stephen Bear                                                    |  |

### Duración del reparto
| Reparto | Episodios | Episodios | Episodios | Episodios | Episodios | Episodios | Episodios | Episodios | Episodios | Episodios |
| Reparto | 1         | 2         | 3         | 4         | 5         | 6         | 7         | 8         | 9         | 10        |
| Amy     |           |           |           |           |           |           |           |           |           |           |
| Bear    |           |           |           |           |           |           |           |           |           |           |
| Griff   |           |           |           |           |           |           |           |           |           |           |
| Jayden  |           |           |           |           |           |           |           |           |           |           |
| Laura   |           |           |           |           |           |           |           |           |           |           |
| Kirk    |           |           |           |           |           |           |           |           |           |           |
| Megan M |           |           |           |           |           |           |           |           |           |           |
| Megan R |           |           |           |           |           |           |           |           |           |           |
| Jemma   |           |           |           |           |           |           |           |           |           |           |
| Jordan  |           |           |           |           |           |           |           |           |           |           |
| Marty   |           |           |           |           |           |           |           |           |           |           |
| Sarah   |           |           |           |           |           |           |           |           |           |           |
| Cami-Li |           |           |           |           |           |           |           |           |           |           |
| Ali     |           |           |           |           |           |           |           |           |           |           |
| Holly   |           |           |           |           |           |           |           |           |           |           |
| Vicky   |           |           |           |           |           |           |           |           |           |           |
| Stephen |           |           |           |           |           |           |           |           |           |           |
| Rogan   |           |           |           |           |           |           |           |           |           |           |
| Connie  |           |           |           |           |           |           |           |           |           |           |
| ------- | --------- | --------- | --------- | --------- | --------- | --------- | --------- | --------- | --------- | --------- |

## Episodios
| N.º (total) | N.º (temp.) | Título       | Estreno                  | Audiencia (en millones) |
| ----------- | ----------- | ------------ | ------------------------ | ----------------------- |
| 17          | 1           | «Episodio 1» | 11 de agosto de 2015     | 751.000                 |
| 18          | 2           | «Episodio 2» | 18 de agosto de 2015     | 861.000                 |
| 19          | 3           | «Episodio 3» | 25 de agosto de 2015     | 719.000                 |
| 20          | 4           | «Episodio 4» | 1 de septiembre de 2015  | 831.000                 |
| 21          | 5           | «Episodio 5» | 8 de septiembre de 2015  | 821.000                 |
| 22          | 6           | «Episodio 6» | 15 de septiembre de 2015 | 769.000                 |
| 23          | 7           | «Episodio 7» | 22 de septiembre de 2015 | 796.000                 |
| 24          | 8           | «Episodio 8» | 29 de septiembre de 2015 | 713.000                 |
| 25          | 8           | «Episodio 8» | 6 de octubre de 2015     | 767.000                 |
| 26          | 8           | «Episodio 8» | 13 de octubre de 2015    | 743.000                 |